# Charles Delaunay
Charles Delaunay (Parigi, 18 gennaio 1911 – Vineuil-Saint-Firmin, 16 febbraio 1988) è stato un critico musicale, produttore discografico e impresario musicale francese, cofondatore e per molti anni a capo dell'Hot Club de France.
Era figlio dei pittori Sonia e Robert Delaunay.

## Biografia
Con Hugues Panassié ha creato il Quintette du Hot Club de France, in cui si segnalarono soprattutto il chitarrista Django Reinhardt e il violinista Stéphane Grappelli. Nel 1935 Delaunay con Panassié e altri fondano Jazz Hot, una delle prime riviste francesi di jazz. Organizza anche numerosi concerti, per esempio di Benny Carter.
Nel 1936 redige e pubblica un catalogo, Discographie hot (nelle edizioni in inglese Hot Discography), che è la prima discografia di jazz e che conoscerà numerose riedizioni.
Durante la Seconda guerra mondiale, pur continuando a dirigere l'Hot Club, si arruola nella Resistenza, in particolare a fianco di Francis Suttill, capo della rete Prosper-PHYSICIAN del SOE.
Nel 1947 lascia la casa discografica Swing Pathé Marconi e fonda con Léon Cabat la Disques Vogue.
Charles Delaunay è morto nel 1988 a causa della malattia di Parkinson.
La sua impressionante collezione di dischi e opere a stampa è stata donata alla Biblioteca nazionale di Francia.

## Opere
- Django Reinhardt - Souvenirs, Parigi 1954
- Hot Discography, 1936 (ultima edizione intitolata New Hot Discography, 1982)
- Jazz 47, con Robert Goffin
- Django mon frère, Parigi 1968
- De la Vie et du Jazz
- Delaunay's Dilemma (autobiografia, riprende l'omonimo titolo da una composizione di John Lewis), 1983